# Jumellea recta
Jumellea recta là một loài lan đặc hữu của Réunion và Mauritius.